# 34-я церемония «Грэмми»
34-я церемония вручения премий «Грэмми» состоялась 26 февраля 1992 года в Радио-сити, Нью-Йорк. Певица Натали Коул выиграла 3 награды (из 4 номинаций), включая Альбом года. Больше всех номинаций в этом году (семь) имела группа R.E.M., победила в трёх. Певица Бонни Рэйтт из 5 номинаций также победила в трёх.

## Основная категория
- Запись года
  - David Foster (продюсер) за «Unforgettable» в исполнении Натали Коул и Нэт Кинг Коул
- Альбом года
  - David Foster (продюсер) за альбом «Unforgettable... with Love[англ.]» певицы Натали Коул
- Песня года
  - Irving Gordon (автор) за песню «Unforgettable» в исполнении Натали Коул и Нэт Кинг Коул
- Лучший новый исполнитель
  - Марк Кон[англ.] (другие номинанты: Boyz II Men, C+C Music Factory, Color Me Badd, Seal)

## Классическая музыка

### Лучший классический альбом
- Hans Weber (продюсер), Леонард Бернстайн (дирижёр), June Anderson, Nicolai Gedda, Adolph Green, Jerry Hadley, Della Jones, Christa Ludwig, Kurt Ollmann & Лондонский симфонический оркестр за альбом Bernstein: Candide

## Поп

### Лучшее женское вокальное поп-исполнение
- Бонни Рэйтт — «Something to Talk About[англ.]»

### Лучшее мужское вокальное поп-исполнение
- Майкл Болтон — «When a Man Loves a Woman»

### Лучшее инструментальное поп-исполнение
- Майкл Кэймен — Robin Hood: Prince of Thieves
  - Кэнди Далфер — Saxuality
  - Кенни Джи — «Theme from Dying Young»
  - Дейв Грусин — Havana
  - Джон Уильямс — The Star Wars Trilogy

## R&B

### Лучшее женское вокальное R&B-исполнение
- Патти Лабелль — «Burnin'»
- Лиза Фишер — «How Can I Ease the Pain»

### Лучшее мужское вокальное R&B-исполнение
- Лютер Вандросс — «Power of Love»

### Лучшее вокальное R&B-исполнение дуэтом или группой
- Boyz II Men — «Cooleyhighharmony»

## Рок

### Лучшее сольное вокальное рок-исполнение
- Бонни Рэйтт — «Luck of the Draw»

### Лучшее вокальное рок-исполнение дуэтом или группой
- Бонни Рэйтт & Delbert McClinton — «Good Man, Good Woman»

### Лучшее хард-рок-исполнение
- Van Halen — «For Unlawful Carnal Knowledge»

### Лучшее метал-исполнение
- Metallica — «Metallica»

### Лучшая рок-песня
- Стинг — «The Soul Cages»

## Кантри-музыка

### Лучший женский кантри-вокал
- Мэри Чапин Карпентер за альбом «Down at the Twist and Shout»

### Лучший мужской кантри-вокал
- Гарт Брукс за альбом Ropin' the Wind

### Лучшее кантри-исполнение дуэтом или группой
- The Judds за альбом «Love Can Build a Bridge»

### Лучшее совместное кантри-исполнение с вокалом
- Винс Гилл, Рики Скэггс & Steve Wariner за альбом «Restless»

### Лучшее инструментальное кантри-исполнение
- Марк О'Коннор за альбом The New Nashville Cats

### Лучшая кантри-песня
- John Jarvis, Naomi Judd & Paul Overstreet (авторы) за альбом «Love Can Build a Bridge» в исполнении The Judds

### Лучший блюграсс-альбом
- Carl Jackson & John Starling за альбом Spring Training

## Джаз

### Лучшее вокальное джаз-исполнение
- Take 6 — «He Is Christmas»

## Музыкальное Видео

### Лучшее короткое музыкальное видео
- Тарсем Сингх (продюсер и режиссёр) & R.E.M. — «Losing My Religion»
  - Среди номинантов был кантри-певец Гарт Брукс — «The Thunder Rolls»

## World music

### Лучший альбом в стиле world music
- Mickey Hart — «Planet Drum»

## Составление и аранжировка
- Best Instrumental Composition
  - Элтон Джон (композитор) за песню «Basque» в исполнении Джеймса Голуэйя
- Best Song Written Specifically for a Motion Picture or Television
  - Брайан Адамс, Michael Kamen и Robert John «Mutt» Lange (авторы) за песню «(Everything I Do) I Do It for You» в исполнении Брайана Адамса
- Best Instrumental Composition Written for a Motion Picture or for Television
  - Джон Барри (композитор) за песню Dances With Wolves
- Best Arrangement on an Instrumental
  - Дейв Грусин (аранжировщик) за песню «Medley: Bess You Is My Woman/I Loves You Porgy»
- Best Instrumental Arrangement Accompanying Vocal(s)
  - Джонни Мэндел (аранжировщик) за песню «Unforgettable» в исполнении Натали Коул вместе с Нэт Кинг Коулом

## Персона года «MusiCares»
- Бонни Рэйтт

## Grammy Legend Award
- Барбра Стрейзанд